# Giemsa-kleuring

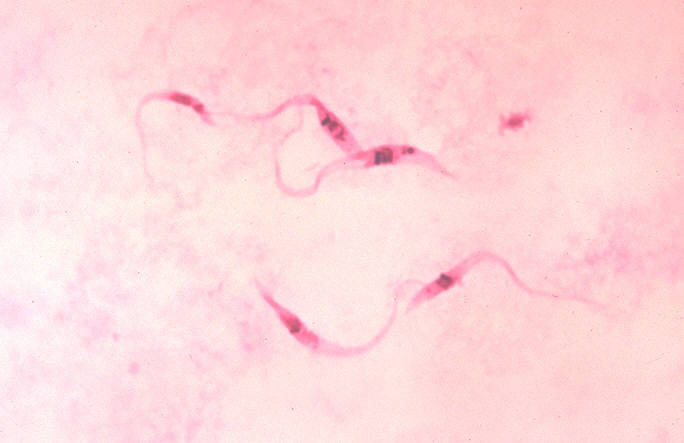
Giemsa-kleuring van Trypanosoma cruzi crithidia

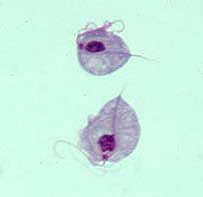
Giemsa-kleuring van Trichomonas vaginalis

Giemsa-kleuring, vernoemd naar Gustav Giemsa, een vroege malarioloog, wordt gebruikt voor de histopathologische diagnose van malaria en andere spirocheten en bloedparasieten die onder de protozoa vallen. Het is een mengsel van methyleenblauw en eosine. Normaal gesproken wordt de kleuringsvloeistof gemaakt door commercieel verkrijgbaar Giemsapoeder op te lossen in water.

## Gebruik
De kleuring is specifiek voor de fosfaatgroepen van het DNA en hecht zichzelf aan de gebieden in het DNA waar grote hoeveelheden adenine-thymine-bindingen aanwezig zijn. Giemsakleuring wordt ook gebruikt voor Giemsa banding of simpelweg G-banding, om chromosomen te kleuren en op die manier bijvoorbeeld een karyotype te maken. Op die manier kan Giemsakleuring helpen bij het opsporen van chromosomale afwijkingen zoals translocaties of inversies.
De Giemsakleuring is tevens een differentiële kleuring. Ze kan worden gebruikt om de aanhechting van pathogene bacteriën aan humane cellen te bestuderen. Het toont ook het verschil aan tussen menselijke cellen en bacteriën: deze worden paars respectievelijk roze gekleurd.
Giemsakleuring is een klassieke kleuring van bloed uit perifere bloeduitstrijkjes en beenmergmonsters. Erytrocyten kleuren roze, trombocyten kleuren lichtroze, het cytoplasma van lymfocyten kleurt helder blauw, monocyt cytoplasma kleurt lichtblauw en het nucleaire chromatine van leukocyten kleurt magenta.

## De procedure
De onderstaande procedure is slechts een richtlijn voor optimale kleuring. Afhankelijk van de herkomst van de monsters of de voorkeur van de onderzoeker worden er ook andere tijden en percentages gebruikt.
Een dunne laag, ook wel film genoemd, van het monster wordt op een prepareerglaasje gefixeerd in 96% methanol gedurende 30 seconden, door het preparaat onder te dompelen in of te bedruppelen met de methanol. Dan wordt het preparaat 20 tot 30 minuten in een 5% Giemsa-oplossing gedompeld (of 5 tot 10 minuten in een 10% oplossing bij een noodgeval) en wordt ten slotte met water afgespoeld en te drogen gelegd.